# 玛丽昂·雷伊
玛丽昂·雷伊（法語：Marion Rey；1999年3月21日—），瑞士女子足球运动员，司职中场，目前效力于巴塞尔足球俱乐部和瑞士国家女子足球队。她曾代表瑞士参加2023年国际足联女子世界杯。